# Ранополия
Ранопо̀лия (Ранополѝя, Полерания, Храниполе, По̀ле-ра̀ни, Ра̀зпус, На̀пус) е името на празник в българския народен календар, празнуван в деня след Гергьовден (24 април). Празникът е почитан за предпазване от градушка и измолване на дъжд през годината.
Народното вярване приема Ранополия като сестра на св. Георги. Вярва се, че именно тя го подсеща да напусне празничното хоро и да наобиколи нивите и ливадите, като по този начин докара дъжд над тях (изключително често срещан мотив в гергьовденските песни). Някъде (с. Добростан, Асеновградско) този празник се нарича Гергьов брат, а в с. Михилци, Карловско, се смята, че Полерания е светец, пазещ и хранещ полето.
Най-общо на този ден се спазва забраната за домакинска и полска работа, с оглед предпазване от градушка. Правят се общоселски курбани и молебени за дъжд. Съществуват и локални вярвания, като в с. Вресово, Айтоско, където вярват, че на този ден не бива да се връща нищо, взето в заем. В старопланинските райони на Средна Северна България (Тетевенско и др.) този празник се почита за предпазване от враните, които ядат засяваната царевица.
Имената Разпус (Айтоско и др.) и Напус (Панагюрско др.) са дадени на този празник, тъй като на него всички наемни работници (пастири, калфи, чираци и т.н.) приключват годишните си договори с работодателите си и са свободни до Димитровден, когато се сключват нови.
Някои изследователи, приемащи гергьовденската обредност за наследена от древните траки, са склонни да виждат и в този празник остатък от тракийски вярвания.